# Aïda Mohsni
Aïda Mohsni, née en 1981, est une athlète tunisienne. 

## Biographie
Aïda Mohsni est médaillée de bronze du saut à la perche aux championnats d'Afrique juniors 1999 à Tunis. Elle est médaillée d'argent du saut à la perche aux championnats d'Afrique 2002 à Radès. 
Elle est sacrée championne de Tunisie du saut à la perche en 2001 et 2002.